# Alidé Sans
Alidé Sans Mas (Viella, Valle de Arán, 9 de marzo de 1993) es una activista y cantante española en lengua occitana (en su variante gascona-aranesa). 

## Biografía
Hija del político Jusèp Loís Sans y de la cantante Lúcia Mas Garcia. Compone, escribe y canta sus propias canciones. Se dio a conocer en el ámbito de la canción occitana con el título «Esperança», interpretada con el grupo de hip hop SHHNHC en 2012.Alidé Sans deja ver en su inspiración la influencia de ritmos cálidos como la rumba, el reggae, el soul.
Participó en festivales en 2013 como BarnaSants con Enric Hernàez, Escota e Minja y también a Hestiv'òc de Pau. 
Cantó el himno aranés en un acto institucional durante la Diada de 2013. Fue la invitada más joven en la Estivada de Rodés en julio de 2015. 
Reinterpretó en occitano la canción «Viatge a Ítaca», de Lluís Llach, acompañada del coro occitano Barrut, para el disco de La Marató de TV3 de 2018.
Participó en el Smithsonian Folklife Festival de 2018, representando la cultura occitana en la ciudad de Washington D. C..
En el 2022 fue portavoz de la plataforma Stop JJOO 2030, creada para oponerse a la celebración de los Juegos Olímpicos de Invierno Barcelona-Pirineos 2030. Junto con otros músicos como Clara Peya, Montse Castellà, Joina Canyet, Cesk Freixas, Francesc Ribera, Pirat's Sound Sistema y Natxo Tarrés de la banda Gossos, entre otros.
Tras las elecciones municipales de España de 2023 fue elegida como alcaldesa en el pueblo de Bausén por la candidatura occitanista Aran Amassa.

## Discografía
- Eth paradís ei en tu (2015)
- Henerècla (2018)
- Arraïtz (2024)